# Sint-Mattheüskerk (Eringem)
De Sint-Mattheüskerk (Frans: Église Saint-Mathias) is de parochiekerk van de gemeente Eringem in het Franse Noorderdepartement.

## Geschiedenis
De documenten verwijzen naar de bouw van de kerk in het 3e kwart van de 16e eeuw. Jaartallen op het gebouw geven 1571 en 1564 aan. Einde 17e eeuw vond een ingrijpende verbouwing plaats, getuige de jaartallen 1674 op de vieringtoren, terwijl de rest van de kerk omstreeks 1700 werd herbouwd. In 1871 werd een portaal toegevoegd.

## Gebouw
Het betreft een driebeukige kruiskerk. De zijbeuken zijn lager dan het middenschip. De drie koren hebben echter dezelfde hoogte, maar enkel het hoofdkoor is driezijdig afgesloten. De kerk heeft een vierkante vieringtoren, bedekt met een achtkante naaldspits. Hij is gebouwd in baksteen, maar er zijn ook speklagen van afgewisseld baksteen en natuursteen.

## Interieur
Er is een schilderij van de Aanbidding der wijzen, 18e-eeuws naar voorbeeld van Gerard Seghers (1623). De zijaltaren zijn gewijd aan Onze-Lieve-Vrouw en aan Sint-Laurentius en ze hebben altaarstukken uit het begin van de 18e eeuw. Er zijn meerdere 18e-eeuwse heiligenbeelden.